# Цепочка доверия
В компьютерной безопасности цепочка доверия устанавливается путём проверки каждого компонента аппаратного и программного обеспечения снизу вверх. Она предназначена для того, чтобы гарантировать, что только доверенные программы и аппаратура могут быть использованы.

## Цепочкасертификатов
App Inventor

Принцип работы цепочки доверия на примере сертификатов SSL

В компьютерной безопасности цифровые сертификаты проверяются с помощью цепочки доверия. Главным эмитентом в цепочке доверия является корневой центр сертификации (англ. root CA).
Иерархия сертификатов — это структура, которая позволяет людям проверять валидность сертификата эмитента. Сертификаты  подписываются закрытыми ключами тех сертификатов, которые находятся выше в иерархии сертификатов. Поэтому достоверность данного сертификата определяется достоверностью сертификата, которым он был подписан. Наивысший сертификат в цепочке называется корневым (Root certificate).